# Вулиця Олександра Бринжали
Ву́лиця Олекса́ндра Бринжа́ли — вулиця в Шевченківському районі міста Києва, місцевості Дехтярі, Нивки. Пролягає від Естонської вулиці до Салютної вулиці.
Прилучаються вулиці Вовчогірська, Ґолди Меїр та Ружинська.

## Історія
Вулиця виникла у середині XX століття, мала назву 863-тя Нова. У 1953 році набула назву Станкозаводська вулиця, на той час пролягала від Офіцерської площі. Пізніше назву вулиці було українізовано, у довіднику «Вулиці Києва» 1979 року вона позначена під назвою Верстатозаводська вулиця. 1985 року отримала назву вулиця Тешебаєва, на честь Героя Радянського Союзу, учасника визволення Києва у 1943 році Мамасали Тешебаєва.
Сучасна назва на честь українського льотчика, Героя України Олександра Бринжали — з 2022 року.

## Культові споруди
Біля перехрестя з Ружинською вулицею розташована церква апостолів Петра і Павла (належить до Російської православної церкви в Україні ). Парафія сформувалася у 1997 році, з 1998 року орендувала для відправлення служб приміщення колишнього клубу місцевого ЖЕКу (спершу церква була заснована на честь ікони Божої Матері «Усіх скорботних радосте»). Парафія намагалася добитися виділення місця для будівництва окремого храму, проте місцевою владою відповідне рішення так і не було прийняте. У 2007 році парафія придбала та приватизувала будівлю клубу, завдяки чому з'явилася можливість перебудувати приміщення церкви. Було встановлено новий дах з невеличкою банею та хрестом, перед входом встановлене велике Розп'яття. У 2008 році почалася капітальна реконструкція церкви, яка передбачала значне розширення об'єму будівлі.
У храмі зберігаються мощі святого праведного Іоанна Руського, святителів Тихона Московського, Луки Кримського, Іоанна Сан-Франциського, апостолів Андрія Первозваного та Євангеліста Луки, преподобних угодників Печерських, а також келейний хрест-мощевик святителя Петра Могили та хрест преподобного Силуана Афонського. Храмове свято — 29 червня (12 липня).

## Зображення

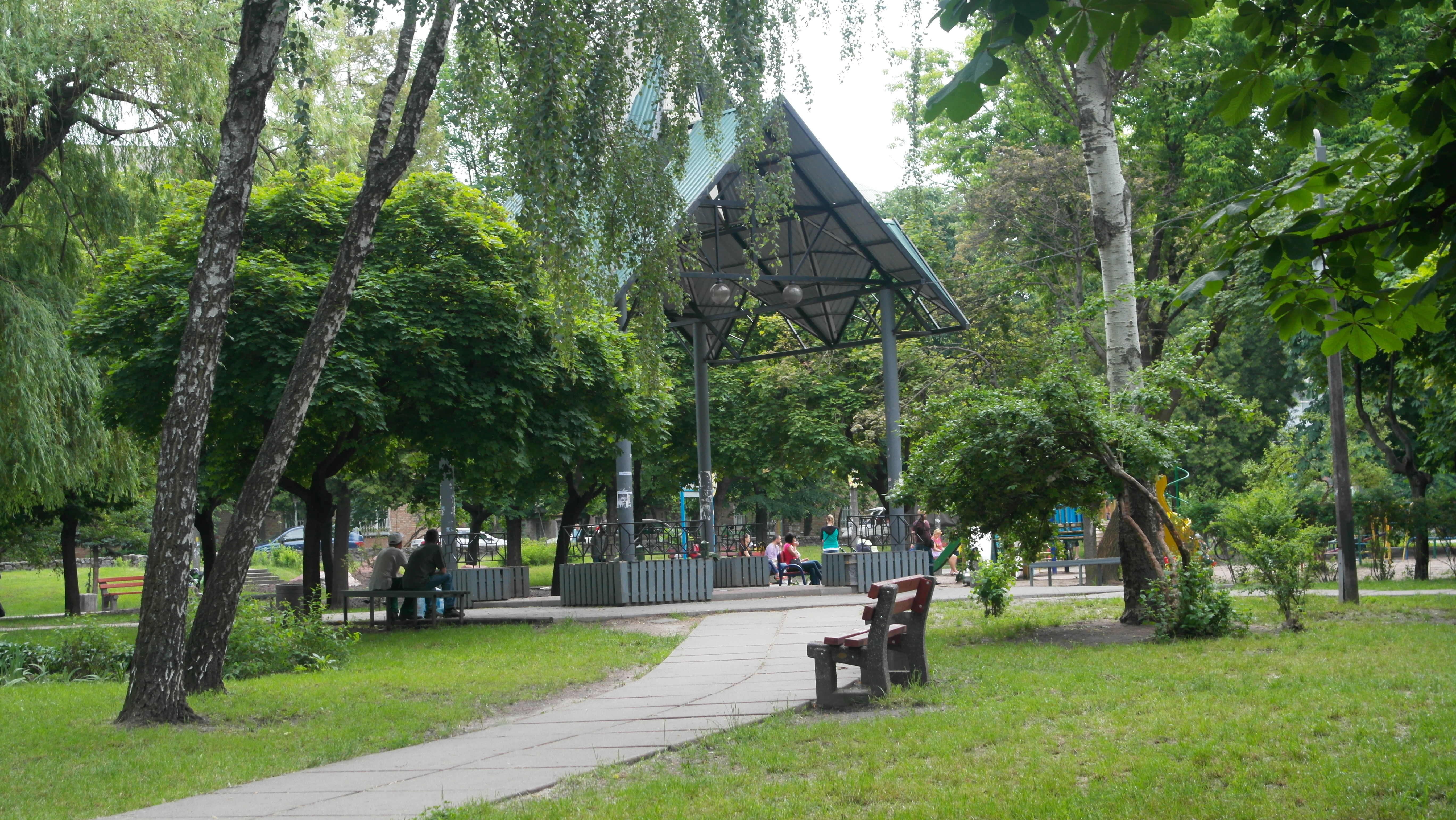
Вулиця Олександра Бринжали, сквер
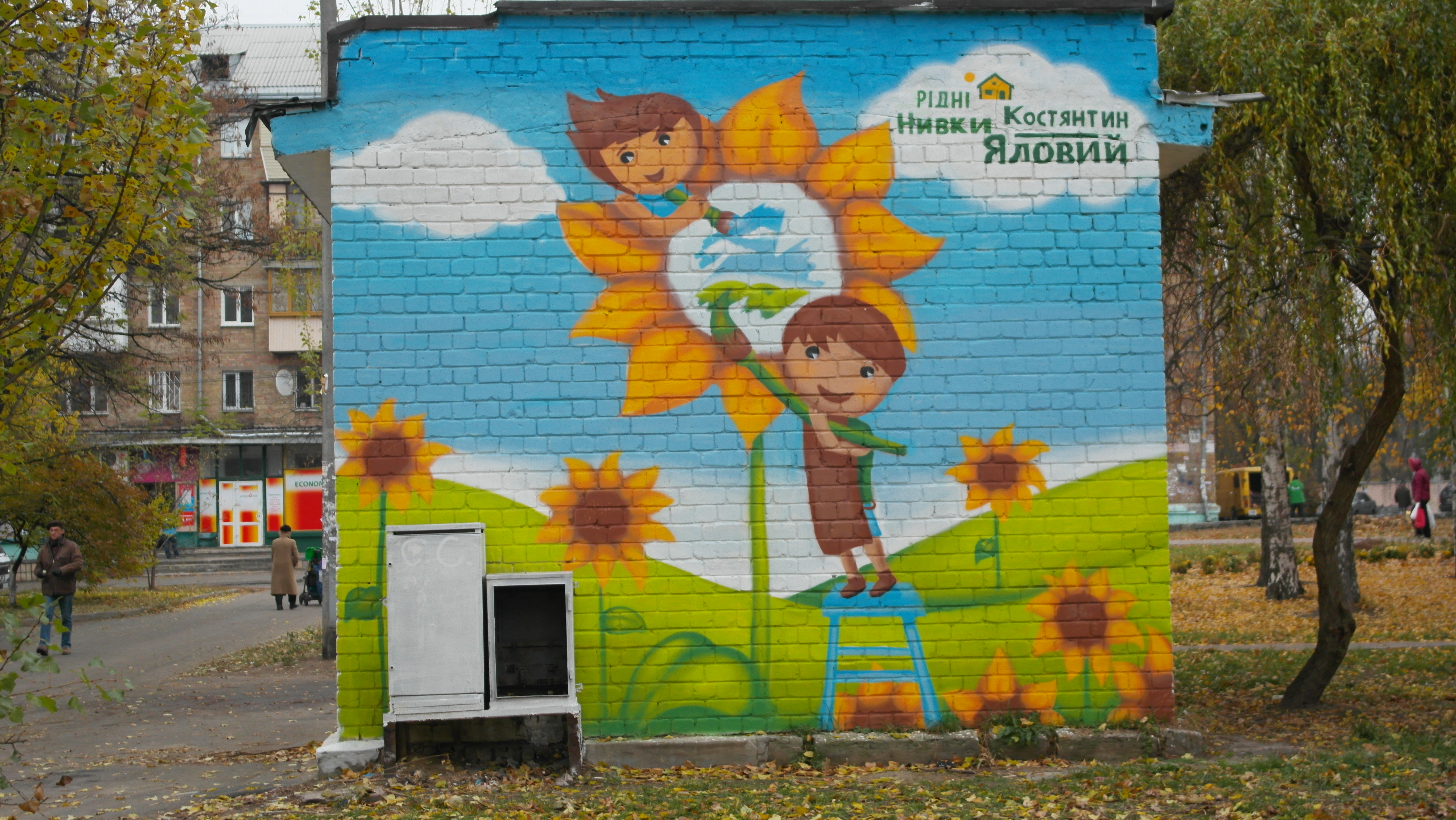
Стінопис у сквері на вулиці Олександра Бринжали
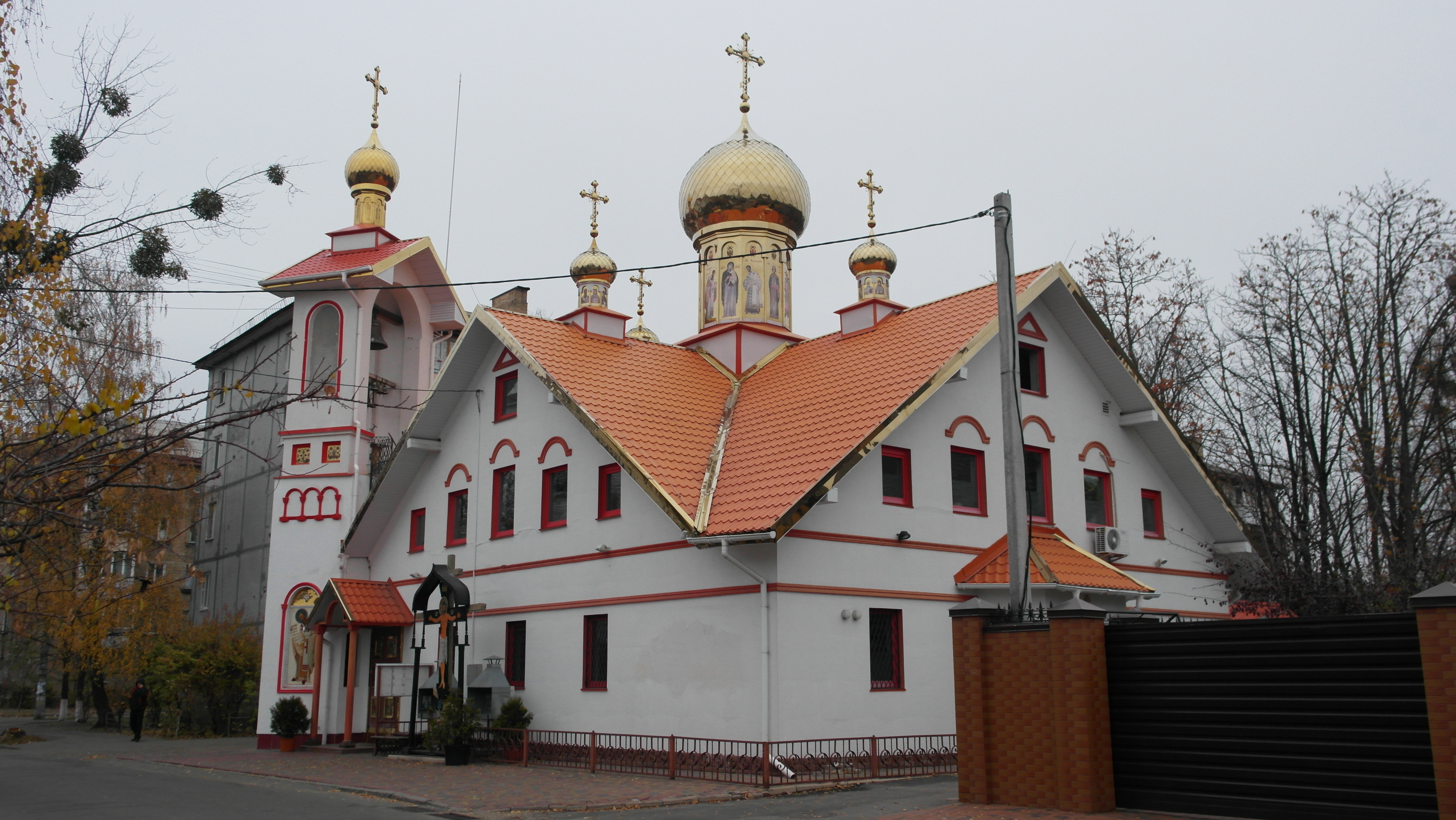
Церква апостолів Петра і Павла